# Etroubles
 Etroubles egy község Olaszországban, Valle d’Aosta régióban.

## Elhelyezkedése

Etroubles község Valle d'Aosta térképén

Etroubles a Nagy Szent Bernát völgyében fekszik, a svájci határtól és Aostától 16 km-re. A Szent Bernát-alagút 6 km-re található tőle.
A vele szomszédos települések: Allein, Bourg-Saint-Pierre (Svájc), Doues, Gignod, Ollomont és Saint-Oyen.